# ووتان ویلکه مورینگ
ووتان ویلکه مورینگ (انگلیسی: Wotan Wilke Möhring؛ زادهٔ ۲۳ مهٔ ۱۹۶۷) یک هنرپیشه و موسیقی‌دان اهل آلمان است. وی از سال ۱۹۹۸ میلادی تاکنون مشغول فعالیت بوده‌است. 
از فیلم‌ها یا برنامه‌های تلویزیونی که وی در آن نقش داشته است می‌توان به آزمایش، پاندروم، پادتن‌ها، من کی هستم و هیندنبورگ اشاره کرد.